# Ardleigh
Ardleigh is een civil parish in het bestuurlijke gebied Tendring, in het Engelse graafschap Essex. De plaats telt 2058 inwoners.